# Yanıkağıl, Çerkezköy
Yanıkağıl là một xã thuộc huyện Çerkezköy, tỉnh Tekirdağ, Thổ Nhĩ Kỳ. Dân số thời điểm năm 2011 là 1.604 người.